# Château de Thillombois
Le château de Thillombois est un château Renaissance situé à Thillombois, en Meuse ; il a été considérablement remanié au XIXe siècle. Il fait l’objet d’une inscription au titre des monuments historiques depuis le 6 mars 1995.

## Description
Le château originel date du XIIe siècle. Sa taille est à l'époque beaucoup plus importante que celle du château actuel, et est alors un des plus gros domaines médiévaux du secteur, possédé par une famille noble française possédant entre autres le château de Jarny (en Meurthe-et-Moselle actuelle). Fortement endommagé au XVIIe siècle lors de la guerre de Trente Ans, le château ne parvient à conserver qu'une tour et une aile tandis que les villages alentour sont pillés par les mercenaires croates nommés "Cravtas" à l'époque. Restauré par les générations successives, vidé de tous ses biens durant la Terreur, le château retrouve un nouvel aspect au XIXe siècle lorsque l'héritière du domaine, la comtesse d'Oryot-Apremont épousa le comte de Nettancourt-Vaubécourt ce qui permit un apport de capitaux suffisant pour ajouter vers 1873 un nouveau corps de logis et restaurer les pièces existantes.
Le château de Thillombois restera au sein de la famille Nettancourt-Vaubécourt jusqu'en 1961.
Acquis en cette année 1961 par la commune de Mantes-la-Ville (78), il devient un centre de colonie de vacances. Le centre tombe en désuétude dans les années 1980. Il est laissé à son sort jusqu'aux débuts des années 1990, date à laquelle il est pris en location par l'association culturelle Connaissance de la Meuse. Cette dernière le restaure, le meuble et le fait vivre grâce à différentes manifestations. En 2010 l'association en devient propriétaire, afin que cet édifice reste dans le domaine public.